# Fotomecánica
Se le llama fotomecánica a la técnica para obtener transparencias negativas o positivas de dibujos, fotografías y textos. Que servirán en primer lugar para hacer una copia exacta en la plancha, estando en pleno contacto con ella. Se le conoce también, como la técnica de elaboración de negativos y positivos para su reproducción por diferentes medios de impresión. 
El llamado Negativo, se obtiene de películas fotosensibles que contienen el elemento sensible a la luz denominado: Halogenuro de Plata. Sales de Plata microscópica, obtenida de la misma plata aprovechando su propiedad de ennegrecimiento al contacto con la luz.
Las transparencias que se denominan fotolitos, son elementos indispensables para la impresión en talleres gráficos, utilizando diferentes técnicas: ófset, huecograbado, serigrafía…
Con la nueva tecnología CTP llamada también directo a plancha aplicado al offset, elimina los fotolitos en los pasos de producción de prensa, aseguran un mejor registro en los trabajos.